# Partido de Ayacucho
Partido de Ayacucho är en kommun i Argentina.   Den ligger i provinsen Buenos Aires, i den sydöstra delen av landet, 270 km söder om huvudstaden Buenos Aires. Antalet invånare är 19 669.
Trakten runt Partido de Ayacucho består till största delen av jordbruksmark. Runt Partido de Ayacucho är det mycket glesbefolkat, med 3 invånare per kvadratkilometer.